# Agência Nacional de Aviação Civil
L'Agência Nacional de Aviação Civil (ANAC) è l'autorità brasiliana di regolamentazione tecnica, certificazione e vigilanza nel settore dell'aviazione civile sottoposta al controllo del Ministério dos Transportes, Portos e Aviação Civil.

## Storia
L'agenzia è stata creata tramite la legge federale nº 11.182 del 27 settembre 2005 ed è diventata operativa il 20 marzo 2006, grazie al decreto federale n. 5.731. Inizialmente ANAC aveva nel suo staff tecnico, solo personale militare proveniente dall'aeronautica, appartenente al Departamento de Aviação Civil (DAC) ed altri enti militari, che svolgevano funzioni nell'ambito del trasporto aereo civile per conto dell'ANAC. Nel 2007, l'ente ha realizzato un bando di gara, per assumere dei dipendenti pubblici mentre nel 2009, 2012 e 2015 ne sono stati effettuati altri.

## Competenze
Il compito principale dell'Agenzia è di regolare le attività di aviazione civile, che comprende: il mantenimento della sicurezza del volo, la standardizzazione e la supervisione delle infrastrutture aeroportuali, la qualificazione e la certificazione delle persone, la certificazione e la convalida di nuovi aeromobili, regolamentazione amministrativa e ispezione delle relazioni di consumo economico nell'ambito dell'aviazione civile. Esistono due attività che rientrano nel campo di applicazione dell'aviazione civile ma non rientrano nelle responsabilità dell'ANAC: la gestione del traffico aereo, svolta dal Departamento de Controle do Espaço Aéreo (Decea) e le indagini sugli incidenti, che è di competenza del Centro de Investigação e Prevenção de Acidentes Aeronáuticos (Cenipa). Entrambe le attività continuano ad essere svolte da organismi che fanno parte del comando dell'aeronautica, sotto il Ministero della Difesa.
Le attività dell'ANAC sono suddivise in due settori principali: regolamentazione economica e regolamentazione tecnica.
Regolamentazione economica
Le attività relative alla regolamentazione economica comprendono la concessione dello sfruttamento di rotte e infrastrutture aeroportuali (ad esempio gli orari degli slot negli aeroporti), l'istituzione di accordi bilaterali con altri paesi e l'ispezione dei servizi aerei. Inoltre, insieme al Conselho Administrativo de Defesa Econômica, limitano le pratiche di concorrenza sleale.
Regolamento tecnica
L'Agenzia ha la responsabilità di garantire che il trasporto aereo sia effettuato nel rispetto degli standard minimi di sicurezza dell'aviazione civile.
Sicurezza
Nell'ambito della sicurezza aerea, l'ICAO raccomanda di regolamentare cinque aree principali. In Brasile, ANAC è responsabile di quattro aree principali:
- Aeronavigabilità: copre la regolamentazione delle attività di certificazione degli aeromobili, nonché la regolamentazione e l'ispezione degli standard di manutenzione degli aeromobili e la gestione del registro aeronautico brasiliano (RAB).
- Certificazione del personale: mira a stabilire gli standard minimi per la formazione e la qualificazione del personale dell'aviazione civile, le norme relative al funzionamento delle scuole aeronautiche, dei club aerei e dei centri di addestramento all'aviazione. Oltre al rilascio di licenze e qualifiche per piloti, assistenti di volo e meccanici di manutenzione aeronautica. Il regolamento include anche i requisiti di salute fisica e mentale per i professionisti dell'aviazione, nonché il livello di conoscenza della lingua inglese dei piloti.
- Operazioni di volo: l'attività comprende sia la certificazione che l'ispezione di una compagnia di trasporto aereo regolare (compagnie aeree nazionali e internazionali che vendono biglietti con una data e un'ora predefinita) e non regolari (voli di aereo taxi e charter) nonché l'autorizzazione e ispezione di operatori agricoli, operatori merci ed alla certificazione e ispezione delle operazioni aeree effettuate da enti di pubblica sicurezza civili, come la polizia federale, la polizia Civili di stato o l'IBAMA.
- Aeroporti: la regolamentazione degli aeroporti comprende attività quali la supervisione delle condizioni della pista negli aeroporti privati, aeroporti pubblici ed eliporti. Nel caso specifico di grandi aeroporti, come Guarulhos o Galeão, una delle attività dell'ANAC è la supervisione del lavoro di Infraero.

## Attività dell'ANAC
L'Agência Nacional de Aviação Civil è un ente federale, affiliato al Ministério da Infraestrutura ma con uno status giuridico speciale che permette di avere maggior autonomia amministrativa e finanziaria. Essa è organizzata da una direzione collegiale con quattro direttori e un amministratore delegato che sono nominati dal Presidente della Repubblica.
ANAC è composto dalle seguenti soprintendenze:
Aree finali:
- Superintendência de Ação Fiscal (SFI)
- Superintendência de Padrões Operacionais (SPO)
- Superintendência de Infraestrutura Aeroportuária (SIA)
- Superintendência de Aeronavegabilidade (SAR)
- Superintendência de Acompanhamento de Serviços Aéreos (SAS)
- Superintendência de Regulação Econômica de Aeroportos (SRA)

Aree di supporto:
- Superintendência de Planejamento Institucional (SPI)
- Superintendência de Tecnologia da Informação (STI)
- Superintendência de Gestão de Pessoas (SGP)
- Superintendência de Administração e Finanças (SAF)

## Presidenti
Dalla sua creazione nel 2005, ANAC ha avuto sei amministratori delegati:
- Milton Zuanazzi (20 marzo 2006 - 31 ottobre 2007),
- Denise Abreu (1 novembre 2007 - 10 dicembre 2007),
- Solange Paiva Vieira (11 dicembre 2007 - 17 marzo 2011),
- Carlos Eduardo Pellegrino (interim),
- Marcelo Pacheco dos Guaranys,
- José Ricardo Botelho (agosto 2015-presente).